# Monts toulonnais
Les Monts toulonnais sont l'appellation générale des nombreuses collines ou montagnes se trouvant autour de Toulon. La plus haute est le mont Caume qui culmine à 801 mètres d'altitude, la moins élevée est le massif du Cap-Sicié avec 352 mètres d'altitude. Les Monts toulonnais sont aussi composés du Baou de Quatre Oures, du mont Combe, du Gros-Cerveau, du mont Faron, qui est le plus connu, et enfin du mont Coudon.

## Géographie

### Situation et topographie
Les Monts toulonnais s'étendent sur une petite vingtaine de kilomètres, de Bandol à La Valette-du-Var et possèdent une altitude moyenne de 500 mètres. Ils constituent une barrière naturelle à l'ouest de Toulon, mais le brusque arrêt de la chaîne représenté par l'« à-pic » du mont Coudon permet une ouverture sur la plaine des Maures.

### Sommets principaux

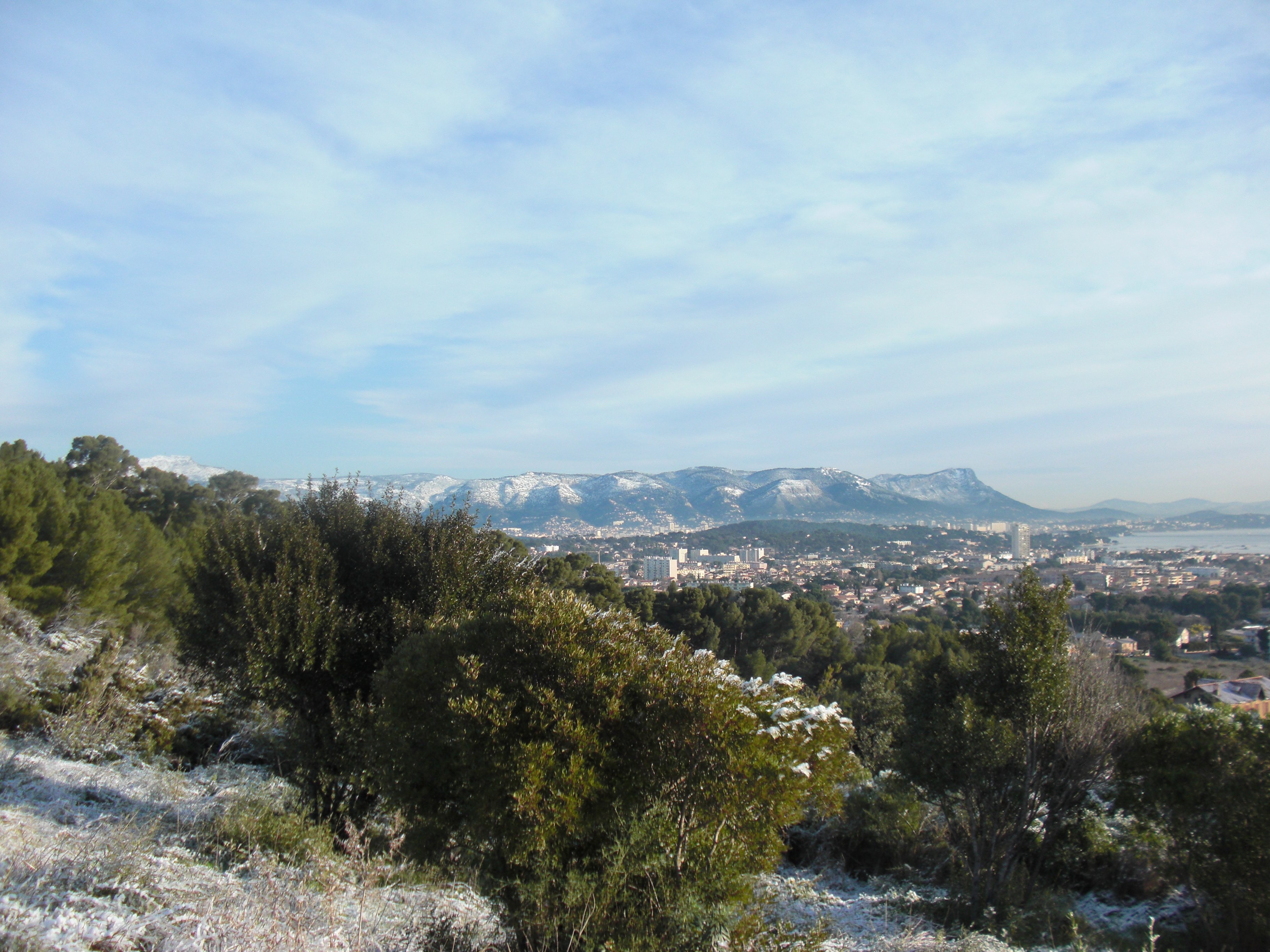
Sommets enneigés au-dessus de Toulon.

- Mont Caume (801 m)
- Mont Coudon (700 m)
- Mont Faron (584 m)
- Baou de Quatre Ouro (576 m)
- Gros-Cerveau (446 m)
- Mont Combe (436 m)
- Massif du Cap-Sicié (352 m)

### Géologie

#### Les massifs calcaires
Les Monts toulonnais, comme le massif de la Sainte-Baume, sont issus des plissements géologiques émanant du rapprochement de la péninsule ibérique sur la plaque européenne il y a 65 millions d'années. Poussant vers le nord-est, les plissements se formèrent à la rencontre de la plaque européenne et plusieurs couches plus anciennes se retrouvèrent propulsées en surface et recouvrirent les couches géologiques plus récentes.

#### Les massifs cristallins
Le massif du Cap-Sicié est une exception dans le paysage des monts toulonnais. En effet, il n'est pas issu du plissement provoqué par la remontée de la péninsule ibérique mais est un vestige de l'ancien massif aujourd'hui disparu, le massif pyrénéo-provençal. L'ouverture de la mer Méditerranée il y a plusieurs millions d'années provoqua la séparation de la Corse et de la Sardaigne du continent en laissant quelques vestiges sur le continent comme les îles d'Hyères ou encore le massif de l'Esterel. Ces massifs sont les vestiges de ce massif disparu et par la composition de la roche, schisteuse, le Cap-Sicié en fait également partie.

### Climat

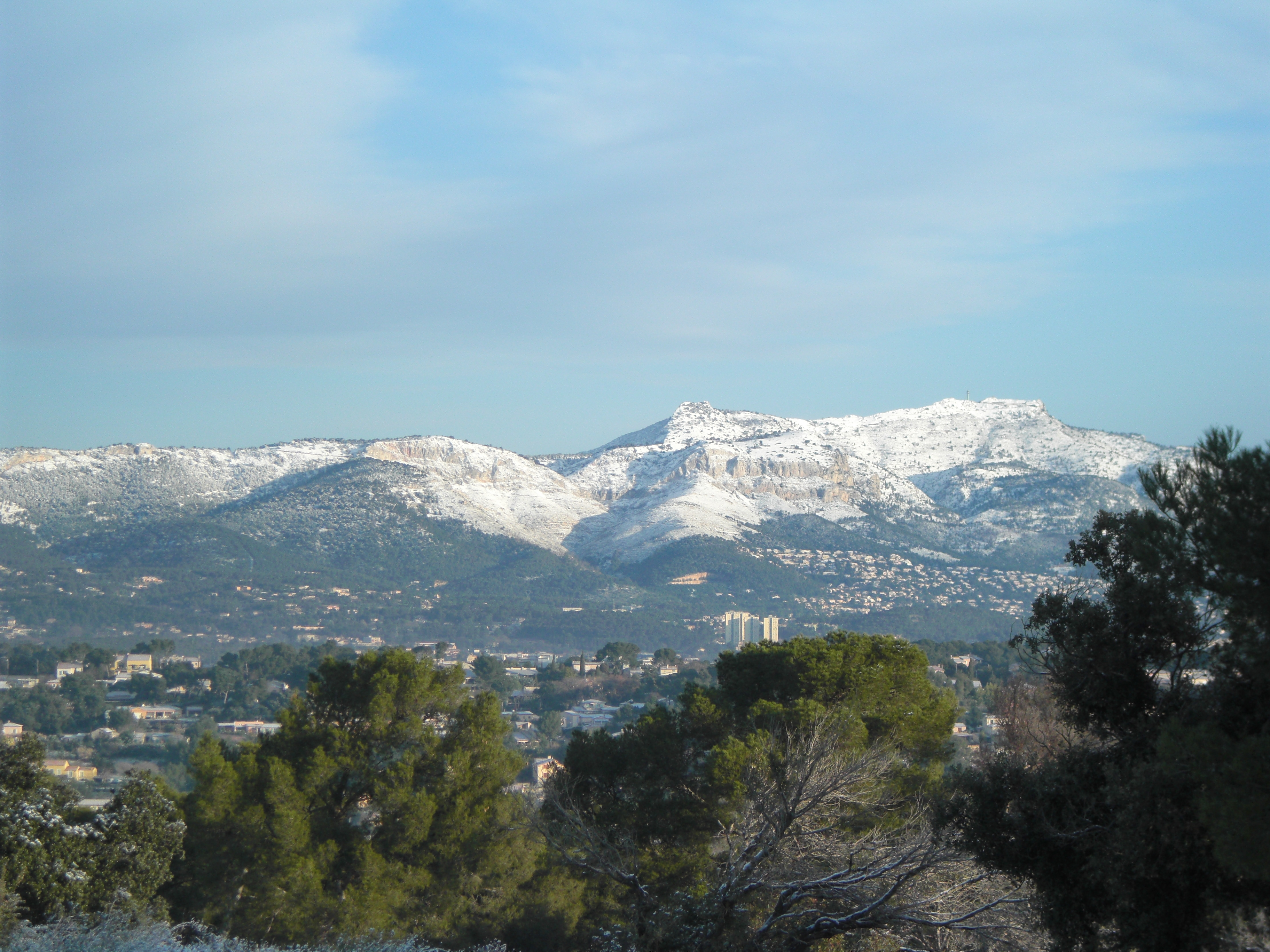
Le mont Caume et le Baou de Quatro Ouros enneigés le 21 janvier 2011.

L'hiver et, plus rarement au printemps et à l'automne, lors de journées très froides et pluvieuses sur le littoral, il est possible que les Monts toulonnais soient légèrement ou fortement recouverts de neige, généralement au moins une fois par an. Cependant le climat est très variable aux sommets.

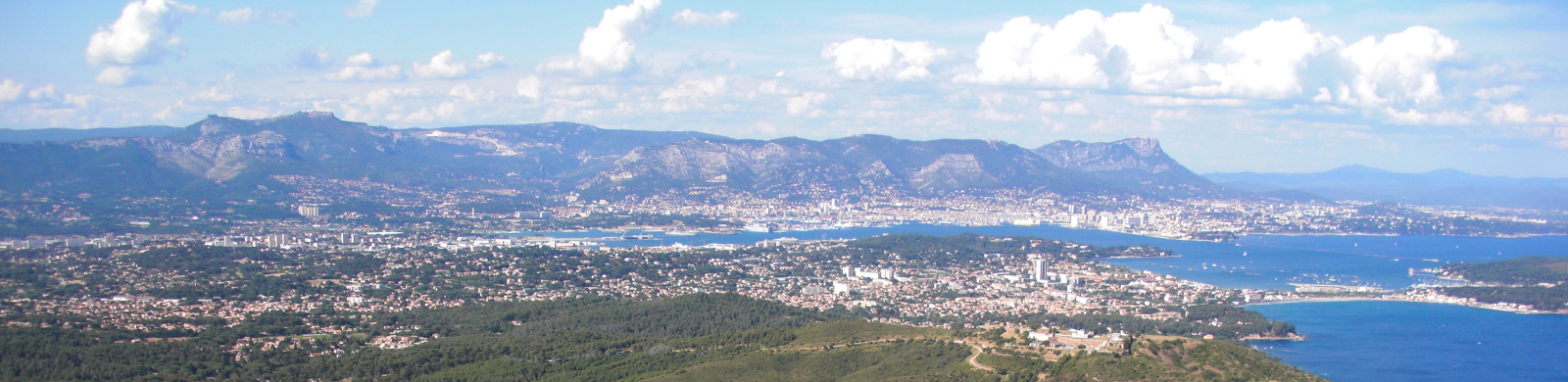
Vue sur Toulon et les Monts toulonnais.